# Флаг Часова Яра
Городской флаг Часова Яра — официальный символ города Часов Яр Донецкой области, утверждённый 23 июля 1998 года решением № XXIII / 2-25 сессии городского совета.

## Описание
Флаг города Часов Яр состоит из 3-х вертикальных полос в пропорциях: 2/5, 1/5, 2/5. Левая полоса (зелёная) символизирует богатую флору города, узкая (жёлтая) полоса в центре флага — верования всех народов в огонь, правая (синяя) — многочисленные водоёмы города. Данное цветовое сочетание флага олицетворяет стремление к достижению свободы, мира, счастья и достатка. В центре флага расположен полый треугольник серебристого цвета, обрамленный красным контуром — знак огня, так как основная часть населения города занята в огнеупорном производстве.